# Pierre Cardelli
Pour les articles homonymes, voir Cardelli.
Pierre Cardelli (1776-1822) est un sculpteur italien ayant eu une carrière internationale, principalement en France où il participe à la Colonne Vendôme et aux États-Unis où il travaille au Capitole, réalise des bustes des présidents Jefferson, Madison et Monroe et sculpte le nouveau fronton du Cabildo de La Nouvelle-Orléans.

## Biographie

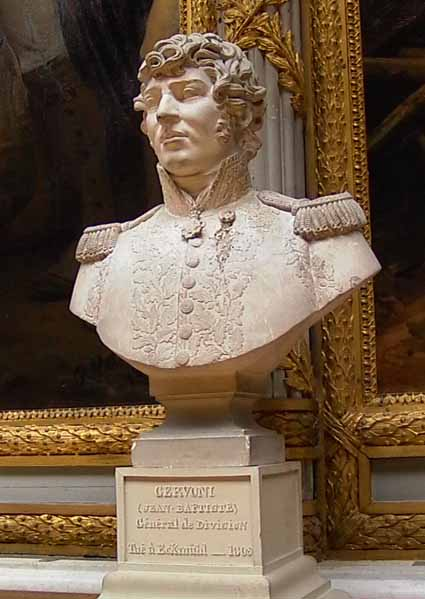
Pierre Cardelli, Le général Cervoni, 1806, Versailles, Galerie des Batailles.

Pierre Cardelli est né à Rome le 30 septembre 1776 sous le nom de Pietro Cardelli. En 1793, il remporte un prix en peinture à l'Academia di San Luca pour son Jacob qui demande à Laban sa fille cadette Rachel pour femme. Il travaille un temps en Espagne mais aucune œuvre de lui n'y est mentionnée.
Cardelli se rend ensuite à Paris où il vit avec les enfants de Piranèse au Collège de Navarre. En 1802, il obtient la commande d'un buste de Gérard Dou pour la galerie du Louvre, puis un buste de Napoléon en 1805, commandé par Eugénie de Beauharnais et offert à l'Arsenal de Venise. C'est dans ces mêmes années qu'il exécute six reliefs pour la colonne Vendôme. En 1806, il réalise le buste du général Cervoni. Il a exposé aux Salons de 1804,1810 et 1812.
De 1815 à 1816, Cardelli est à Londres où il expose à la Royal Academy et à la British Institution un Éros au repos et trois bustes.

### Carrière Américaine
Il arrive à New-York en 1816 et réalise des portraits d'américains célèbres, notamment le buste de John Trumbull. Benjamin Henry Latrobe reconnaît le talent de Cardelli et fait tout son possible pour l'aider. Il lui écrit : 

« Mr. Cardelli,
Je serais heureux de vous voir travailler au Capitole, et il n'y aurait aucune difficulté à vous assigner un travail digne de votre ciseau.
Le conseil que je vous donne est d'exposer au Président le buste de Mr. Turnbull que j'ai en ma possession et que je laisse à votre service à cette fin.
Cela lui donnera la meilleure preuve de vos talents. »

C'est ainsi que Cardelli travaille au Capitole à partir de 1818 sous la direction des architectes Latrobe et Bulfinch, avec d'autres artistes immigrés italiens,. Il réalise toujours des bustes, et obtient en 1819 le privilège de réaliser d'après nature les bustes des trois présidents James Monroe (en fonctions à l'époque), James Madison et de Thomas Jefferson qui s'était retiré dans sa propriété de Monticello,,.

#### Le fronton du Cabildo

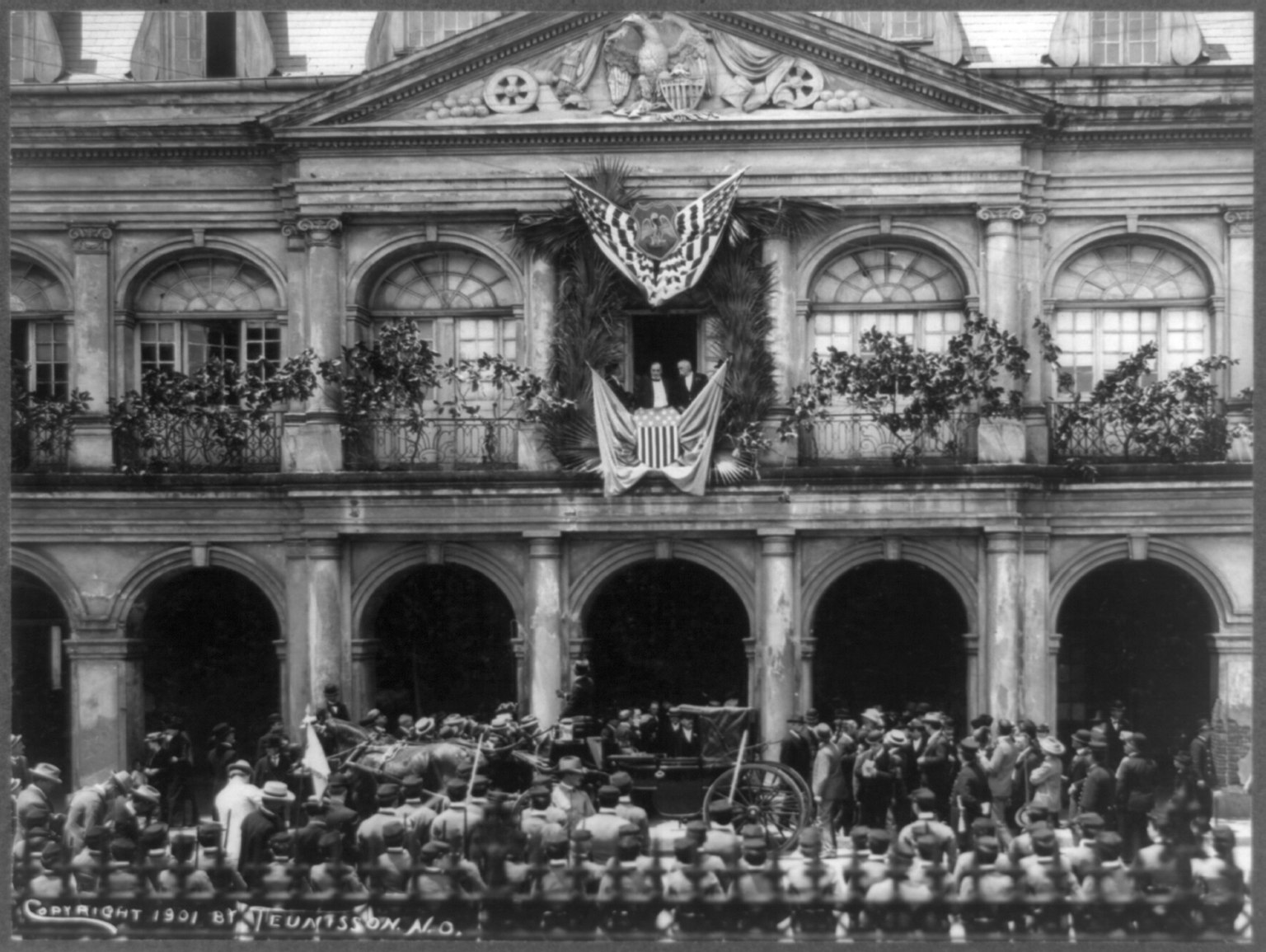
Façade du Cabildo lors d'un discours de William McKinley en 1901.

En 1819, Latrobe visite La Nouvelle Orléans et reproduit dans un dessin la façade du Cabildo (l'hôtel de ville), dont le fronton est alors ornée des armoiries espagnoles. C'est probablement sur les conseils de Latrobe que Pierre Cardelli se rend à La Nouvelle Orléans en novembre 1820 pour exécuter le fronton du Cabildo, mais Latrobe meurt en septembre, avant la venue du sculpteur,. En fait, le bâtiment a été créé par l'architecte Gilberto Guillemard de 1795 à 1799, après que l'ancien bâtiment eut été détruit par les flammes en 1788. À cette époque, la Louisiane est encore espagnole, le fronton du bâtiment est donc orné des armoiries espagnoles. En 1800, l'Espagne cède la Louisiane à Napoléon et ce dernier la vend aux États-Unis en 1803,. Dès lors, le fronton n'est plus adapté et c'est ainsi que le conseil municipal émet dès 1804 le souhait de changer ce fronton. Mais le projet tarde et ce n'est qu'en 1821 que le contrat est signé entre le conseil municipal et le sculpteur Cardelli. Le contrat stipule qu'il doit faire figurer un aigle au centre du fronton, accompagné des divers emblèmes de la ville. Le fronton de Cardelli est toujours présent aujourd'hui quoique les fonctions du bâtiment aient changé, c'est aujourd'hui un musée,.
Cardelli est décédé à La Nouvelle-Orléans avant le 7 octobre 1822,.
Pierre Cardelli est souvent confondu aux États-Unis avec un certain Giorgio Cardelli, natif de Florence,,.